# Henri Verneuil
Henri Verneuil, vero nome Ashot Malakian (Tekirdağ, 15 ottobre 1920 – Bagnolet, 11 gennaio 2002), è stato un regista, sceneggiatore e produttore cinematografico armeno naturalizzato francese.
Verneuil è conosciuto soprattutto per aver affrontato con grande abilità quasi tutti i generi cinematografici: il western con I cannoni di San Sebastian, che però non è western (1968), il thriller con Il poliziotto della brigata criminale (1975), il drammatico con Il cadavere del mio nemico (1976), lo storico critico con La 25ª ora (1967), il noir con Colpo grosso al casinò (1963), il gangster-movie con Il clan dei siciliani (1969), l'avventura con L'oro dei legionari (1984), lo spionaggio con Il serpente (1973), il poliziesco con Gli scassinatori (1971), il genere bellico con Week-end a Zuydcoote (1964), la denuncia sociale con I... come Icaro (1979), il rosa con Quando torna l'inverno (1962), la commedia con Il presidente (1961), il road-movie con 100.000 dollari al sole (1964) e il biografico con Mayrig (1991) e Quella strada chiamata paradiso (1992).
Nel 1996 ha vinto il Premio César alla carriera assieme all'attrice Lauren Bacall.

## Biografia
Nato in Turchia, a quattro anni scappò con la famiglia a Marsiglia, così come molti altri armeni costretti a fuggire negli anni venti e trenta ai massacri pianificati dal governo turco. Dopo aver studiato ingegneria ad Aix-en-Provence, si occupò di giornalismo e radio prima di debuttare nel cinema alla fine degli anni quaranta quando prima fu assistente e poi regista di alcuni cortometraggi. Fu Fernandel ad offrirgli la prima possibilità confidando in lui per la realizzazione di La table aux crevés (1951) e poi de Il frutto proibito (1952). Verneuil diresse di nuovo Fernandel nel 1959 ne La vacca e il prigioniero che fu il suo primo grande successo commerciale. Trovò, tuttavia, buone affermazioni anche con Gli amanti del Tago (1955) e con Appuntamento al Km. 424 (1955), primo di quattro film con Jean Gabin.
Il talento di Verneuil si espresse soprattutto in alcune produzioni popolari. Con Quando torna l'inverno (1962) egli riunì Jean-Paul Belmondo e Jean Gabin, trasformando il romanzo di Antoine Blondin in una strana epopea dove due individui rivelano le loro qualità di uomo attraverso l'alcol. La sua bravura nella regia emerse, in ogni caso, nel 1969 con Il clan dei siciliani, gangster-movie di ottima fattura, interpretato da Jean Gabin, Alain Delon e Lino Ventura, un film che resta ancora oggi uno dei più grandi successi del cinema francese di tutti i tempi. Seguirono le buone prove registiche con Gli scassinatori (1971), dove Verneuil tornò a dirigere Jean-Paul Belmondo in un poliziesco di notevole fattura, e con Il serpente (1973), film di spionaggio dal cast internazionale, interpretato, tra gli altri, da Yul Brynner, Virna Lisi, Henry Fonda, Dirk Bogarde e Michel Bouquet.
Nel 1991, dopo anni di lontananza dalla macchina da presa, Henri Verneuil dette corpo ai suoi ricordi d'infanzia con i suoi ultimi due film, Mayrig e Quella strada chiamata paradiso interpretati da Omar Sharif e Claudia Cardinale. Mayrig, che in armeno significa "madre" è un racconto intimo e accorato, una sorta di testamento spirituale per Verneuil. Quella strada chiamata paradiso, la popolare strada di Marsiglia "Rue Paradis", è una metafora della vita, del successo cercato e trovato attraverso il sacrificio e il lavoro. Nel suo insieme i due film rappresentano un inno alla famiglia, ispirato ad un senso radicato di appartenenza alla propria terra e alle proprie origini.
Nel 1996, a coronamento della sua carriera, gli venne consegnato un César onorario (premio alla carriera) ed entrò a far parte dell'Accademia delle belle arti.
Muore in ospedale a 81 anni per un arresto cardiaco l'11 gennaio 2002.

## Filmografia

### Regista
- La domenica non si spara (La table aux crevés) (1951)
- Il frutto proibito (Le fruit défendu) (1952)
- Brelan d'as (1952)
- Me li mangio vivi! (Le boulanger de Valorque) (1952)
- Carnaval (1953)
- Il nemico pubblico n. 1 (L'Ennemi public n°1) (1953)
- Il montone a cinque zampe (Le Mouton à cinq pattes) (1954)
- Gli amanti del Tago (Les Amants du Tage) (1955)
- Appuntamento al Km. 424 (Des gens sans importance) (1955)
- Paris, Palace Hôtel (1956)
- La febbre del possesso (Une manche et la belle) (1957)
- Il sapore di Parigi (Maxime) (1958)
- La vacca e il prigioniero (La vache et le prisonnier) (1959)
- Noi gangster (Le Grand chef) (1959)
- La francese e l'amore (La française et l'amour) - episodio L'adultera (1960)
- L'affaire d’une nuit (1960)
- Il presidente (Le Président) (1961)
- I leoni scatenati (Les lions sont lachés) (1961)
- Quando torna l'inverno (Un singe en hiver) (1962)
- Colpo grosso al casinò (Mélodie en sous-sol) (1963)
- 100.000 dollari al sole (Cent mille dollars au soleil) (1964)
- Week-end a Zuydcoote (Week-end à Zuydcoote) (1964)
- La 25ª ora (La Vingt-cinquième heure) (1966)
- I cannoni di San Sebastian (La Bataille de San Sebastian) (1967)
- Il clan dei siciliani (Le Clan des Siciliens) (1969)
- Gli scassinatori (Le Casse) (1970)
- Il serpente (Le Serpent) (1973)
- Il poliziotto della brigata criminale (Peur sur la ville) (1975)
- Il cadavere del mio nemico (Le corps de mon ennemi) (1976)
- I... come Icaro (I comme Icare) (1979)
- Mille miliardi di dollari (1000 milliards des dollars) (1981)
- L'oro dei legionari (Les Morfalous) (1984)
- Mayrig (1991)
- Quella strada chiamata paradiso (588, Rue Paradis) (1992)